# Nuncjatura Apostolska w Holandii
Nuncjatura Apostolska w Holandii – misja dyplomatyczna Stolicy Apostolskiej w Królestwie Niderlandów. Siedziba nuncjusza apostolskiego mieści się w Hadze.
Nuncjusz apostolski w Holandii jest również Stałym Przedstawicielem Stolicy Apostolskiej przy Organizacji ds. Zakazu Broni Chemicznej.

## Historia
Od 1911 w Holandii akredytowani są dyplomaci papiescy początkowo w randzie internuncjusza, od 1967 pronuncjusza i od 1992 nuncjusza. Papieże wysyłali swoich przedstawicieli do Niderlandów również przed 1911, jednak misje te nie były stałe.